# St. Christoph (Neukirchen zu Sankt Christoph)

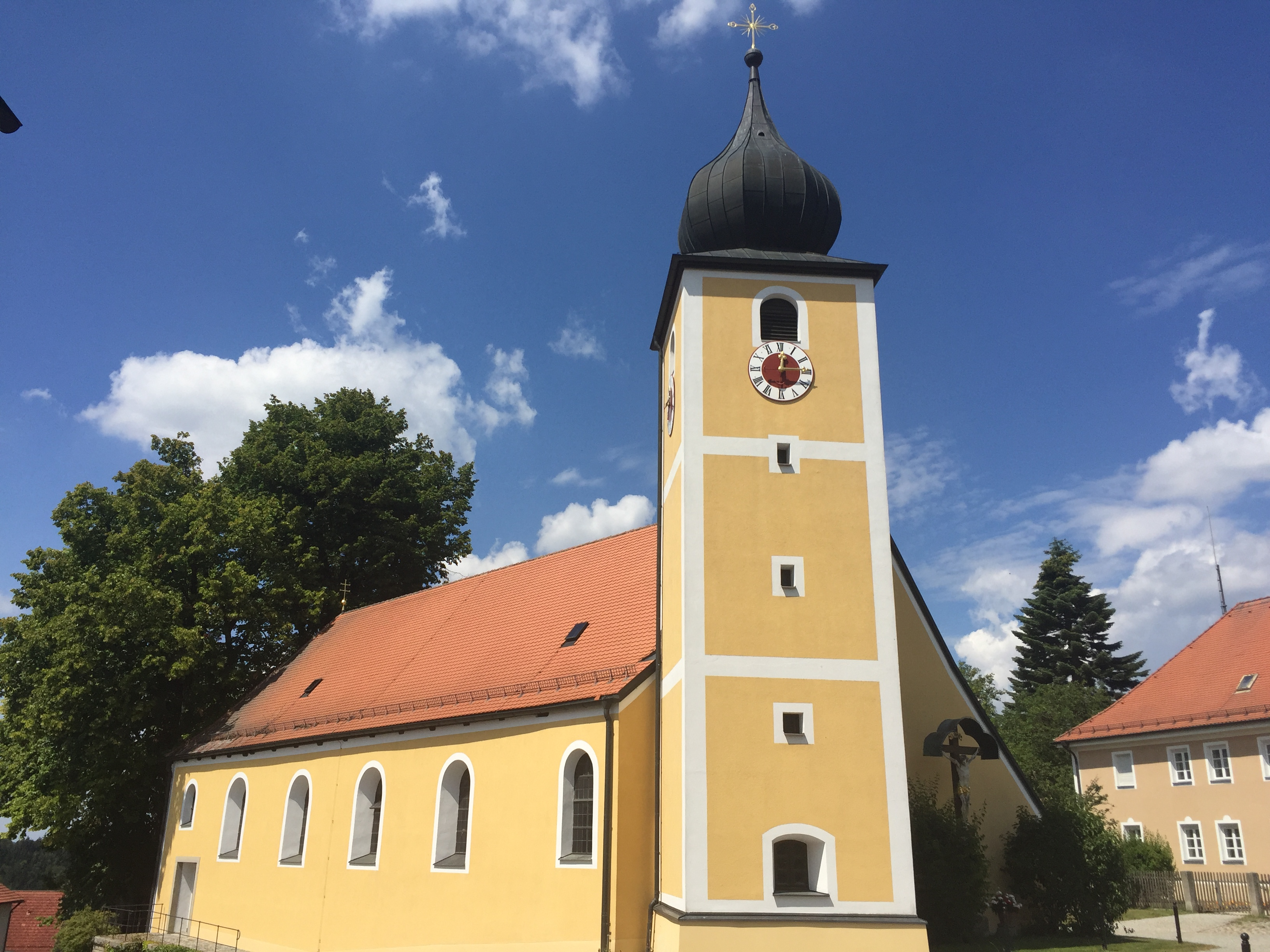
Pfarrkirche St. Christoph in Neukirchen zu Sankt Christoph

Die denkmalgeschützte römisch-katholische Pfarrkirche St. Christoph liegt im Ortsteil Neukirchen zu Sankt Christoph der Oberpfälzer Gemeinde Georgenberg.

## Geschichte
Das Gebiet der jetzigen Pfarrei Neukirchen zu Sankt Christoph gehörte bis 1685 zur Pfarrei Lennesrieth, 1685 wurde diese der Pfarrei Waldthurn zugeschlagen. In Neukirchen wurde hier nur an acht Sonntagen im Jahr eine Heilige Messe abgehalten, die weitverstreute Pfarrei Waldthurn hatte zur Folge, dass „sehr viele ohne Heilige Sakramente verstorben, und überhaupt die Seelsorg schlecht hat können bewürket werden“, wie der Waldthurner Pfarrer Weinzierl bemerkt. So nimmt es nicht Wunder, dass die Neukirchener und Georgenberger nach einem eigenen Pfarrer trachteten. Diese Bitten wurden von seiner Hochfürstlichen Durchlaucht Philipp Herzog zu Sagan und Fürsten Lobkowitz „gnädigst verwilligt“. Am 7. März 1732 wurden dem Pfarrer Weinzierl und dem Expositus Johann Georg Eberl vom Bistum Regensburg die festgelegten „Instructionen“ für die seelsorgerische Aufgabenteilung und die finanzielle Sicherung der neuen Expositur eingehändigt. Zu der neuen Expositur zählten die Orte Ödmühle (= Neuenhammer), Dimpfl, Faislbach, Regberg, Waldheim, Brünst, Glashütten, Lösselmühle, Altbuchen, Böhmischdorf, Georgenberg, Gehenhammer, Krautwinkl, Pinsenstock, Ziegelhütten (= Galsterlohe) und Waldkirch. Allerdings stand das Waldheimer Gebiet mit den Ortschaften Waldheim, Glashütten, Altbuchen und Böhmischdorf unter böhmischer Hoheit, gehörten aber zuerst zur Pfarrei Lennesrieth, dann zur Pfarrei Waldthurn und schließlich zur Expositur Neukirchen zu Sankt Christoph und wurden letztendlich 1786 zur neugegründeten Pfarrei Neulosimthal zugeschlagen. Da es zwischen dem Pfarrer in Waldthurn und der Expositur 1735 zu Zwistigkeiten gekommen ist, wollte die Vormundschaft des noch unmündigen Sohnes des 1734 verstorbenen Fürsten Philipp Lobkowitz am 8. August 1734 mittels eines in Radaun ausgestellten Dekretes die Expositur wieder auflösen; dem widersetzte sich aber das „Hochwürdigste Bischöfliche Consistorium extreme und ließ den Coperatoren expositum wegen Weitschichtigkeit des Waldes nicht abschaffen“.
Am 18. März 1788 wurde die bisherige Expositur zu einer Pfarrei erhoben (nur das Hammergut Neuenhammer verblieb bis 1996 bei der Mutterpfarrei Waldthurn), was in einem Schreiben des Waldthurner Pfarrers Joseph Kirchberger an das Königliche General Landes Kommissariat der oberen Pfalz vom 27. Februar 1807 „theils wegen der in den neueren Zeiten vermehrten Volksmenge, theils auch denen Pfarrgenossen aus dieser Gegend Beschwernis … wurde die ehevorige Expositur St. Christoph im Jahre 1788 zu einer eigenen Pfarrey erhoben, mit Auszeig der Kongrua für den dortigen Pfarrer des Pfarr-Beneficium von gnädigster Herrschaft fundirt und von höchstselbiger auf die neu errichtete Pfarre der Priester Josef Winkelmeyer als Pfarrer präsentiert und gesetzt“. 1808 ging auch die Reichsherrschaft Waldheim durch Kauf an das Königreich Bayern über.

## Kirchengebäude
Die Kirche wird bereits 1609 erwähnt. Durch einen Blitzeinschlag wurde sie zerstört, bis zum Jahre 1709 unter Verwendung älterer Mauern wiedererrichtet und am 22. Februar 1709 benediziert. 1732 bis 1734 wurde im hinteren Bereich der Kirche ein Erweiterungsbau vorgenommen, es wurde auch die Sakristei angebaut und der Kirchturm herausgenommen. Die Kirche ist heute eine Saalkirche mit einem Walmdach und einem eingezogenen dreiseitig geschlossenen Chor. An die Kirche ist südseitig ein über Eck gestellter Flankenturm mit einer Zwiebelhaube angebaut. Die Sakristei befand sich früher in dem Turm, ist jetzt aber nördlich des Chores angebaut.
Die Kirche und die Außenanlagen wurden 1936, 1957/58 sowie zwischen 1990 und 1992 renoviert.

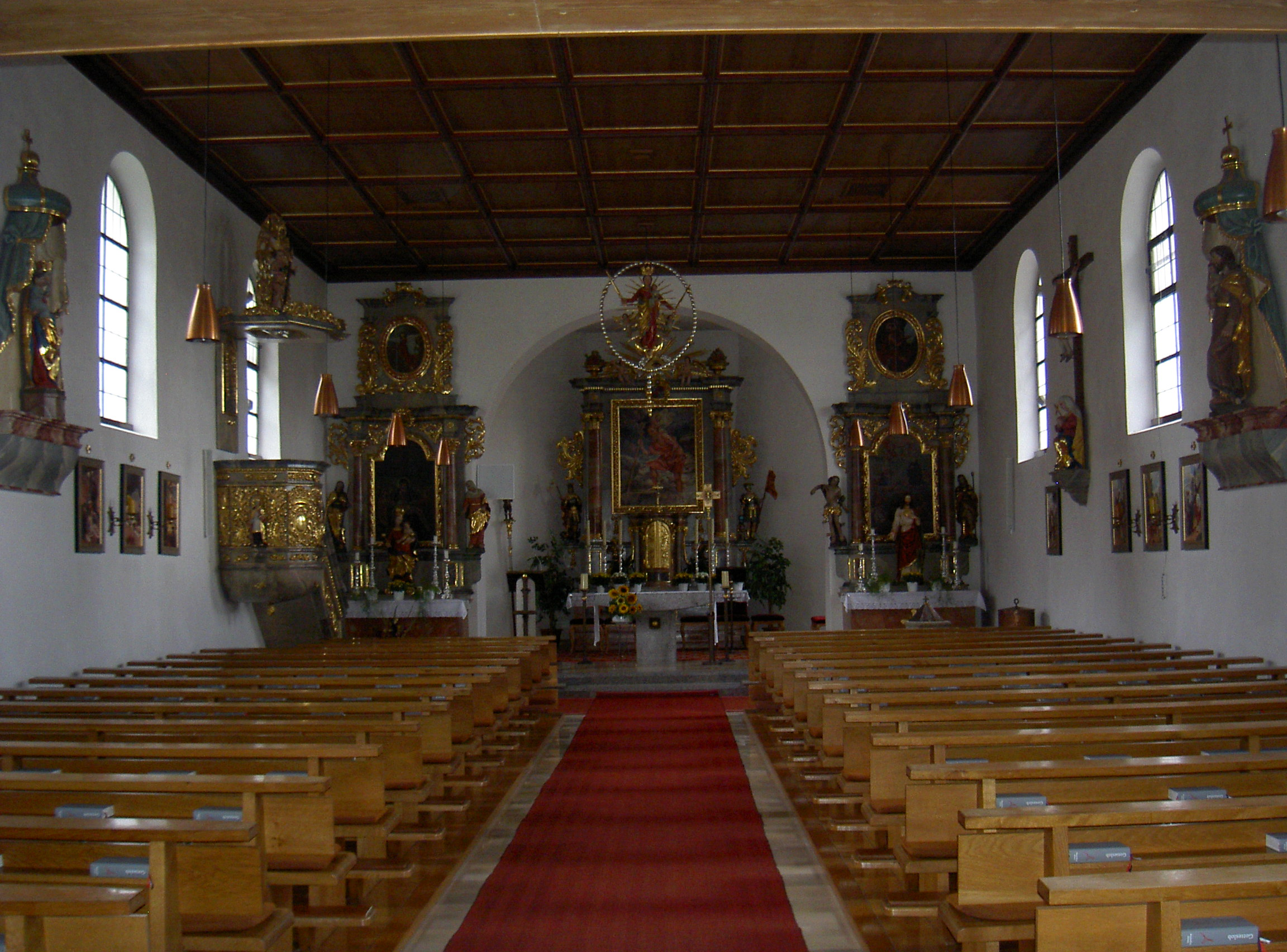
Innenraum der Kirche St. Christoph in Neukirchen zu Sankt Christoph

## Ausstattung
Im Inneren besitzt die Kirche eine flache Kassettendecke und eine barocke Ausstattung. Der Hochaltar und die beiden Seitenaltäre stammen vom Anfang des 18. Jahrhunderts, der Hochaltar besitzt zwei glatte marmorierte Säulen und zwei Nebenfiguren. Das Bild des Hochaltares mit der Christophorusdarstellung hat der Weidener Maler Wilhelm Vierling angefertigt. Das Altarbild des linken Mariennaltares ist fast identisch mit dem in der Kirche von Lennesrieth und stammt auch vom gleichen Maler. Besonderheiten in der Kirche sind eine Madonna aus der Zeit um 1500 sowie eine im Raum hängende Doppelmadonna mit Rosenkranz aus den 18. Jahrhundert.